# Gare de Tolsa
Pour les articles homonymes, voir Tolsa.
La gare de Tolsa (en finnois : Tolsan rautatieasema, en suédois : Tolls hållplats) est une gare ferroviaire du transport ferroviaire de la banlieue d'Helsinki dans le quartier de Tolsa à Kirkkonummi en Finlande. 
Le quartier de Tolsa est situé à environ trois kilomètres à l'Est du centre de Kirkkonummi.

## Situation ferroviaire
La gare est desservie par les trains de banlieue U et L. 
Elle est située entre la gare de Kirkkonummi et la gare de Jorvas.

## Histoire
À la suite de l'armistice de Moscou, en 1944, la gare de Tolsa reste dans base navale de Porkkala.  
La gare de Tolsa rouvrira quand la base sera rendue a la Finlande en août 1956.